# Challenge Cup 2014-2015 (pallavolo maschile)
La Challenge Cup 2014-2015, 35ª edizione della Challenge Cup di pallavolo maschile, si è svolta dal 4 novembre 2014 al 12 aprile 2015: al torneo hanno partecipato quarantasei squadre di club europee e la vittoria finale è andata per la prima volta al Vojvodina.

## Regolamento
Le squadre hanno disputato un secondo turno, sedicesimi di finale (a cui si sono aggiunte sedici squadre provenienti dalla Coppa CEV), ottavi di finale, quarti di finale, semifinali e finale, tutte giocate con gare di andata e ritorno (nel caso in cui la partita di andata termini con il punteggio di 3-0 o 3-1 e quella di ritorno indifferentemente con il punteggio di 3-0 o 3-1 oppure entrambe le partite terminino con il punteggio di 3-2 viene disputato un golden set).

## Squadre partecipanti
| - Studenti Tirana - Andorra - Graz - Hartberg - Raiffeisen Waldviertel - Budaŭnik Minsk - Jedinstvo Brčko - Mladost Brčko - CSKA Sofia - Gabrovo - Anorthōsīs - Omonia | - Rovinj - Audentese - Duo - TalTech - Hurrikaani-Loimaa - Kokkolan Tiikerit - Raision Loimu - Chaumont - Ethnikos Alexandroupolīs - Hapoël Mateh Asher - Porto Robur Costa - Biolars Jelgava | - Strassen - Lycurgus - RIVO - Benfica - Fonte do Bastardo - Brno - Dukla Liberec - Zlín - Dinamo Bucarest - Unirea Dej - Gubernija - Partizan | - Stella Rossa - Vojvodina - Chemes Humenné - Spartak Myjava - Losanna UC - Näfels - Schönenwerd - Galatasaray - Maliye Milli Piyango - Kaposvár |

## Torneo

### Secondo turno

#### Andata
| - Durata: 0 - Spettatori: 0                                                                      | Porto Robur Costa      | -     | -                        | -                                 |
| 4 novembre 2014 Anorthosis Famagusta SC, Limassol Durata: 1h:46 - Spettatori: -                  | Anorthōsīs             | 1 - 3 | Omonia                   | 20-25, 28-26, 12-25, 22-25        |
| 5 novembre 2014 Sports Hall, Kaposvár Durata: 1h:15 - Spettatori: 400                            | Kaposvár               | 3 - 0 | Studenti Tirana          | 25-17, 25-20, 25-16               |
| 4 novembre 2014 Šumice Sport Center, Belgrado Durata: 1h:23 - Spettatori: 500                    | Stella Rossa           | 3 - 0 | Hapoël Mateh Asher       | 25-23, 25-22, 26-24               |
| 4 novembre 2014 Sportzentrum Burkertsmatt, Widen Durata: 1h:45 - Spettatori: 500                 | Schönenwerd            | 3 - 1 | Ethnikos Alexandroupolīs | 25-18, 25-23, 16-25, 25-23        |
| 5 novembre 2014 Sporthal de Reggehal, Rijssen-Holten Durata: 1h:10 - Spettatori: 500             | RIVO                   | 0 - 3 | Lycurgus                 | 18-25, 23-25, 24-26               |
| 4 novembre 2014 Poliesportiu d'Andorra, Andorra la Vella Durata: 0 - Spettatori: 0               | Andorra                | 0 - 3 | Benfica                  | 0-25, 0-25, 0-25                  |
| 5 novembre 2014 C. D. Vitorino Nemésio, Vila da Praia da Vitória Durata: 2h:14 - Spettatori: 800 | Fonte do Bastardo      | 3 - 1 | Chaumont                 | 16-25, 25-21, 28-26, 27-25        |
| 5 novembre 2014 Loimaan liikuntahalli, Loimaa Durata: 2h:05 - Spettatori: 927                    | Hurrikaani-Loimaa      | 2 - 3 | Galatasaray              | 22-25, 25-20, 25-22, 20-25, 9-15  |
| 6 novembre 2014 Mestská športová hala, Humenné Durata: 2h:12 - Spettatori: 523                   | Chemes Humenné         | 2 - 3 | Losanna UC               | 25-16, 25-23, 21-25, 21-25, 12-15 |
| 5 novembre 2014 Bundesschulzentrum, Hartberg Durata: 2h:27 - Spettatori: 450                     | Hartberg               | 2 - 3 | Strassen                 | 25-27, 18-25, 32-30, 25-23, 11-15 |
| 5 novembre 2014 Sporthalle, Zwettl-Niederösterreich Durata: 1h:14 - Spettatori: 623              | Raiffeisen Waldviertel | 3 - 0 | Graz                     | 25-22, 25-21, 25-21               |
| 4 novembre 2014 Sala Sporturilor, Dej Durata: 1h:43 - Spettatori: 700                            | Unirea Dej             | 3 - 1 | TalTech                  | 25-14, 24-26, 25-22, 25-23        |
| 5 novembre 2014 Mestská športová hala, Myjava Durata: 1h:45 - Spettatori: 850                    | Spartak Myjava         | 1 - 3 | Maliye Milli Piyango     | 17-25, 21-25, 28-26, 18-25        |
| 5 novembre 2014 Chizhovka-Arena, Minsk Durata: 1h:13 - Spettatori: 1 200                         | Budaŭnik Minsk         | 3 - 0 | CSKA Sofia               | 25-16, 25-22, 25-16               |
| 5 novembre 2014 DS Zareč'e, Nižnij Novgorod Durata: 1h:18 - Spettatori: 1 250                    | Gubernija              | 3 - 0 | Biolars Jelgava          | 25-22, 25-20, 25-15               |

#### Ritorno
| - Durata: 0 - Spettatori: 0                                                           | -                        | -     | Porto Robur Costa      | -                                 |
| 18 novembre 2014 Eleftheria Indoor Hall, Nicosia Durata: 1h:14 - Spettatori: 675      | Omonia                   | 3 - 0 | Anorthōsīs             | 25-14, 25-13, 25-20               |
| 18 novembre 2014 Asllan Rusi, Tirana Durata: 1h:46 - Spettatori: 500                  | Studenti Tirana          | 1 - 3 | Kaposvár               | 22-25, 25-23, 17-25, 9-25         |
| 19 novembre 2014 Ein Sara Sport Hall, Nahariya Durata: 2h:01 - Spettatori: 950        | Hapoël Mateh Asher       | 3 - 2 | Stella Rossa           | 25-19, 25-18, 18-25, 17-25, 15-10 |
| 19 novembre 2014 DAK Alexandroupolis, Alessandropoli Durata: 1h:29 - Spettatori: 950  | Ethnikos Alexandroupolīs | 3 - 0 | Schönenwerd            | 25-18, 26-24, 25-19               |
| 19 novembre 2014 Alfa-college Sportcentrum, Groninga Durata: 1h:05 - Spettatori: 500  | Lycurgus                 | 3 - 0 | RIVO                   | 25-19, 25-20, 25-13               |
| 19 novembre 2014 Sports Hall Benfica, Lisbona Durata: 0 - Spettatori: 0               | Benfica                  | 3 - 0 | Andorra                | 25-0, 25-0, 25-0                  |
| 18 novembre 2014 Nouveau Gymnase, Chaumont Durata: 1h:58 - Spettatori: 757            | Chaumont                 | 3 - 2 | Fonte do Bastardo      | 21-25, 25-15, 17-25, 27-25, 15-7  |
| 19 novembre 2014 Burhan Felek Spor Salonu, Istanbul Durata: 1h:14 - Spettatori: 135   | Galatasaray              | 3 - 0 | Hurrikaani-Loimaa      | 25-14, 25-21, 25-18               |
| 19 novembre 2014 University Sports Hall, Losanna Durata: 1h:58 - Spettatori: 650      | Losanna UC               | 1 - 3 | Chemes Humenné         | 22-25, 19-25, 25-21, 20-25        |
| 19 novembre 2014 Hall Omnisports, Strassen Durata: 1h:55 - Spettatori: 660            | Strassen                 | 3 - 1 | Hartberg               | 25-23, 21-25, 25-15, 25-18        |
| 20 novembre 2014 Bluebox, Graz Durata: 2h:04 - Spettatori: 400                        | Graz                     | 2 - 3 | Raiffeisen Waldviertel | 25-15, 26-28, 25-13, 20-25, 11-15 |
| 5 novembre 2014 Sala Sporturilor, Dej Durata: 1h:50 - Spettatori: 600                 | TalTech                  | 1 - 3 | Unirea Dej             | 25-21, 24-26, 24-26, 23-25        |
| 19 novembre 2014 Başkent Voleybol Salonu, Ankara Durata: 1h:11 - Spettatori: 250      | Maliye Milli Piyango     | 3 - 0 | Spartak Myjava         | 25-21, 25-23, 25-20               |
| 19 novembre 2014 Hristo Botev Hall, Sofia Durata: 1h:45 - Spettatori: 500             | CSKA Sofia               | 1 - 3 | Budaŭnik Minsk         | 26-24, 23-25, 19-25, 23-25        |
| 19 novembre 2014 Zemgales Olimpiskais Centrs, Jelgava Durata: 1h:15 - Spettatori: 321 | Biolars Jelgava          | 0 - 3 | Gubernija              | 19-25, 21-25, 16-25               |

#### Squadre qualificate
| - Ethnikos Alexandroupolīs - Maliye Milli Piyango - Stella Rossa - Unirea Dej - Fonte do Bastardo - Lycurgus - Galatasaray - Chemes Humenné | - Kaposvár - Benfica - Budaŭnik Minsk - Omonia - Gubernija - Porto Robur Costa - Strassen - Raiffeisen Waldviertel |

### Sedicesimi di finale

#### Andata
| 3 dicembre 2014 Sports Hall University, Tartu Durata: 1h:08 - Spettatori: 1 000    | Duo                  | 0 - 3 | Porto Robur Costa        | 15-25, 11-25, 23-25               |
| 2 dicembre 2014 Eleftheria Indoor Hall, Nicosia Durata: 1h:49 - Spettatori: 576    | Omonia               | 1 - 3 | Dukla Liberec            | 25-20, 23-25, 26-28, 21-25        |
| - Durata:0 - Spettatori: 0                                                         | Kaposvár             | -     | -                        | -                                 |
| 4 dicembre 2014 Kerttulan Liikuntahalli, Raisio Durata: 1h:45 - Spettatori: 567    | Raision Loimu        | 2 - 3 | Stella Rossa             | 25-16, 26-24, 20-25, 22-25, 11-15 |
| 4 dicembre 2014 Saku Suurhall Arena, Tallinn Durata: 1h:16 - Spettatori: 680       | Audentese            | 0 - 3 | Ethnikos Alexandroupolīs | 23-25, 10-25, 26-28               |
| 4 dicembre 2014 Sportovní Hala, Zlín Durata: 1h:59 - Spettatori: 650               | Zlín                 | 3 - 2 | Lycurgus                 | 29-31, 25-18, 23-25, 25-21, 15-10 |
| 3 dicembre 2014 Šumice Sport Center, Belgrado Durata: 1h:50 - Spettatori: 450      | Partizan             | 1 - 3 | Benfica                  | 31-29, 16-25, 24-26, 21-25        |
| 3 dicembre 2014 Městská Hala Vodova, Brno Durata: 1h:10 - Spettatori: 250          | Brno                 | 0 - 3 | Fonte do Bastardo        | 18-25, 16-25, 21-25               |
| 4 dicembre 2014 Burhan Felek Spor Salonu, Istanbul Durata: 1h:09 - Spettatori: 800 | Galatasaray          | 3 - 0 | Jedinstvo Brčko          | 25-15, 25-16, 25-14               |
| 2 dicembre 2014 Dvorana Gymnasium, Rovigno Durata: 1h:13 - Spettatori: 150         | Rovinj               | 0 - 3 | Chemes Humenné           | 23-25, 19-25, 18-25               |
| 2 dicembre 2014 Sportska Dvorana Magnet, Brčko Durata: 1h:08 - Spettatori: 1 000   | Mladost Brčko        | 3 - 0 | Strassen                 | 25-23, 25-15, 25-14               |
| 2 dicembre 2014 Centro Sportivo SPENS, Novi Sad Durata: 1h:21 - Spettatori: 300    | Vojvodina            | 3 - 0 | Raiffeisen Waldviertel   | 26-24, 25-21, 25-15               |
| 2 dicembre 2014 Sala Polivalentă Dinamo, Bucarest Durata: 1h:12 - Spettatori: 250  | Dinamo Bucarest      | 3 - 0 | Unirea Dej               | 25-21, 25-21, 25-21               |
| 4 dicembre 2014 Başkent Voleybol Salonu, Ankara Durata: 1h:05 - Spettatori: 350    | Maliye Milli Piyango | 3 - 0 | Näfels                   | 25-15, 25-17, 25-22               |
| 2 dicembre 2014 Ice Hockey Hall, Kokkola Durata: 1h:50 - Spettatori: 779           | Kokkolan Tiikerit    | 3 - 2 | Budaŭnik Minsk           | 23-25, 25-15, 25-12, 13-25, 15-12 |
| 2 dicembre 2014 DS Zareč'e, Nižnij Novgorod Durata: 0 - Spettatori: 0              | Gubernija            | 3 - 0 | Gabrovo                  | 25-0, 25-0, 25-0                  |

#### Ritorno
| 17 dicembre 2014 PalaGalassi, Forlì Durata: 1h:29 - Spettatori: 500                               | Porto Robur Costa        | 3 - 0 | Duo                  | 25-22, 28-26, 25-20               |
| 16 dicembre 2014 Sportovní hala Dukla Liberec, Liberec Durata: 1h:46 - Spettatori: 950            | Dukla Liberec            | 3 - 1 | Omonia               | 24-26, 25-20, 25-19, 25-12        |
| - Durata: 0 - Spettatori: 0                                                                       | -                        | -     | Kaposvár             | -                                 |
| 16 dicembre 2014 Šumice Sport Center, Belgrado Durata: 1h:41 - Spettatori: 400                    | Stella Rossa             | 3 - 1 | Raision Loimu        | 16-25, 25-19, 25-23, 25-17        |
| 17 dicembre 2014 DAK Alexandroupolis, Alessandropoli Durata: 1h:16 - Spettatori: 800              | Ethnikos Alexandroupolīs | 3 - 0 | Audentese            | 25-19, 25-23, 25-20               |
| 18 dicembre 2014 Alfa-college Sportcentrum, Groninga Durata: 1h:52 - Spettatori: 1 000            | Lycurgus                 | 2 - 3 | Zlín                 | 25-23, 14-25, 19-25, 25-23, 12-15 |
| 17 dicembre 2014 Sports Hall Benfica, Lisbona Durata: 1h:38 - Spettatori: 600                     | Benfica                  | 3 - 1 | Partizan             | 17-25, 25-19, 25-14, 25-18        |
| 18 dicembre 2014 C. D. Vitorino Nemésio, Vila da Praia da Vitória Durata: 1h:12 - Spettatori: 753 | Fonte do Bastardo        | 3 - 0 | Brno                 | 25-15, 25-12, 25-20               |
| 17 dicembre 2014 Sportska Dvorana Magnet, Brčko Durata: 1h:05 - Spettatori: 1 000                 | Jedinstvo Brčko          | 0 - 3 | Galatasaray          | 18:25, 17:25, 17:25               |
| 17 dicembre 2014 Mestská športová hala, Humenné Durata: 1h:11 - Spettatori: 700                   | Chemes Humenné           | 3 - 0 | Rovinj               | 25-17, 25-16, 25-13               |
| 17 dicembre 2014 Hall Omnisports, Strassen Durata: 1h:37 - Spettatori: 500                        | Strassen                 | 1 - 3 | Mladost Brčko        | 21-25, 21-25, 25-22, 21-25        |
| 16 dicembre 2014 Sporthalle, Zwettl-Niederösterreich Durata: 1h:41 - Spettatori: 500              | Raiffeisen Waldviertel   | 1 - 3 | Vojvodina            | 20-25, 25-21, 20-25, 19-25        |
| 16 dicembre 2014 Sala Sporturilor, Dej Durata: 1h:16 - Spettatori: 600                            | Unirea Dej               | 3 - 0 | Dinamo Bucarest      | 25-20, 25-19, 25-22               |
| 17 dicembre 2014 Sporthalle Grünfeld, Rapperswil-Jona Durata: 1h:20 - Spettatori: 300             | Näfels                   | 0 - 3 | Maliye Milli Piyango | 22-25, 18-25, 20-25               |
| 17 dicembre 2014 Chizhovka-Arena, Minsk Durata: 1h:38 - Spettatori: 1 500                         | Budaŭnik Minsk           | 3 - 1 | Kokkolan Tiikerit    | 20-25, 25-2025-14, 25-18          |
| - Durata: 0 - Spettatori: 0                                                                       | Gabrovo                  | 0 - 3 | Gubernija            | 0-25, 0-25, 0-25                  |

#### Squadre qualificate
| - Ethnikos Alexandroupolīs - Maliye Milli Piyango - Stella Rossa - Mladost Brčko - Dinamo Bucarest - Fonte do Bastardo - Chemes Humenné - Galatasaray | - Dukla Liberec - Benfica - Kaposvár - Budaŭnik Minsk - Gubernija - Vojvodina - Porto Robur Costa - Zlín |

### Ottavi di finale

#### Andata
| 14 gennaio 2015 Sportovní hala Dukla Liberec, Liberec Durata: 2h:07 - Spettatori: 1 000 | Dukla Liberec   | 2 - 3 | Porto Robur Costa        | 25-19, 19-25, 22-25, 25-23, 12-15 |
| 15 gennaio 2015 Sports Hall, Kaposvár Durata: 1h:45 - Spettatori: 350                   | Kaposvár        | 1 - 3 | Stella Rossa             | 23-25, 25-27, 25-22, 26-28        |
| 15 gennaio 2015 Sportovní Hala, Zlín Durata: 1h:26 - Spettatori: 500                    | Zlín            | 0 - 3 | Ethnikos Alexandroupolīs | 19-25, 24-26, 30-32               |
| 15 gennaio 2015 Sports Hall Benfica, Lisbona Durata: 2h:31 - Spettatori: 725            | Benfica         | 3 - 2 | Fonte do Bastardo        | 17-25, 21-25, 37-35, 25-19, 15-13 |
| 13 gennaio 2015 Burhan Felek Spor Salonu, Istanbul Durata: 1h:16 - Spettatori: 310      | Galatasaray     | 3 - 0 | Chemes Humenné           | 25-16, 25-20, 25-22               |
| 14 gennaio 2015 Sportska Dvorana Magnet, Brčko Durata: 2h:03 - Spettatori: 1 500        | Mladost Brčko   | 3 - 2 | Vojvodina                | 25-22, 15-25, 25-20, 20-25, 16-14 |
| 14 gennaio 2015 Sala Polivalentă Dinamo, Bucarest Durata: 1h:52 - Spettatori: 350       | Dinamo Bucarest | 2 - 3 | Maliye Milli Piyango     | 22-25, 26-24, 18-25, 25-22, 11-15 |
| 14 gennaio 2015 Chizhovka-Arena, Minsk Durata: 1h:42 - Spettatori: 1 100                | Budaŭnik Minsk  | 3 - 1 | Gubernija                | 25-22, 25-23, 16-25, 25-21        |

#### Ritorno
| 21 gennaio 2015 PalaGalassi, Forlì Durata: 1h:14 - Spettatori: 700                                | Porto Robur Costa        | 3 - 0 | Dukla Liberec   | 25-20, 25-12, 25-21               |
| 21 gennaio 2015 Šumice Sport Center, Belgrado Durata: 2h:00 - Spettatori: 400                     | Stella Rossa             | 3 - 2 | Kaposvár        | 25-21, 25-19, 23-25, 18-25, 15-11 |
| 21 gennaio 2015 DAK Alexandroupolis, Alessandropoli Durata: 1h:15 - Spettatori: 900               | Ethnikos Alexandroupolīs | 3 - 0 | Zlín            | 25-23, 25-15, 25-23               |
| 21 gennaio 2015 C. D. Vitorino Nemésio, Vila da Praia da Vitória Durata: 1h:29 - Spettatori: 1000 | Fonte do Bastardo        | 0 - 3 | Benfica         | 23-25, 22-25, 22-25               |
| 21 gennaio 2015 Mestská športová hala, Humenné Durata: 2h:00 - Spettatori: 860                    | Chemes Humenné           | 2 - 3 | Galatasaray     | 22-25, 22-25, 25-21, 25-19, 8-15  |
| 20 gennaio 2015 Centro Sportivo SPENS, Novi Sad Durata: 1h:15 - Spettatori: 300                   | Vojvodina                | 3 - 0 | Mladost Brčko   | 25-17, 25-22, 25-20               |
| 21 gennaio 2015 Başkent Voleybol Salonu, Ankara Durata: 1h:04 - Spettatori: 250                   | Maliye Milli Piyango     | 3 - 0 | Dinamo Bucarest | 25-15, 25-19, 25-17               |
| 21 gennaio 2015 DS Zareč'e, Nižnij Novgorod Durata: 1h:12 - Spettatori: 1 000                     | Gubernija                | 3 - 2 | Budaŭnik Minsk  | 25-21, 26-24, 25-19, 23-25, 22-20 |

#### Squadre qualificate
- Ethnikos Alexandroupolīs
- Maliye Milli Piyango
- Stella Rossa
- Galatasaray
- Benfica
- Budaŭnik Minsk
- Vojvodina
- Porto Robur Costa

### Quarti di finale

#### Andata
| 4 marzo 2015 Šumice Sport Center, Belgrado Durata: 2h:06 - Spettatori: ?        | Stella Rossa         | 3 - 2 | Porto Robur Costa        | 25-18, 25-23, 22-25, 17-25, 17-15 |
| 3 marzo 2015 Sports Hall Benfica, Lisbona Durata: 1h:21 - Spettatori: 805       | Benfica              | 3 - 0 | Ethnikos Alexandroupolīs | 25-18, 25-22, 25-19               |
| 4 marzo 2015 Burhan Felek Spor Salonu, Istanbul Durata: 1h:54 - Spettatori: 300 | Galatasaray          | 3 - 1 | Vojvodina                | 23-25, 25-21, 25-21, 28-26        |
| 4 marzo 2015 Başkent Voleybol Salonu, Ankara Durata: 1h:17 - Spettatori: 300    | Maliye Milli Piyango | 3 - 0 | Budaŭnik Minsk           | 25-20, 25-19, 25-20               |

#### Ritorno
| 11 marzo 2015 PalaGalassi, Forlì Durata: 1h:23 - Spettatori: 1 350                | Porto Robur Costa        | 3 - 0 | Stella Rossa         | 25-22, 25-23, 25-21                          |
| 11 marzo 2015 DAK Alexandroupolis, Alessandropoli Durata: 2h:06 - Spettatori: 700 | Ethnikos Alexandroupolīs | 2 - 3 | Benfica              | 22-25, 23-25, 25-20, 28-26, 11-15            |
| 10 marzo 2015 Centro Sportivo SPENS, Novi Sad Durata: 1h:39 - Spettatori: 1 050   | Vojvodina                | 3 - 0 | Galatasaray          | 25-15, 25-17, 25-20 Golden set: 15-11        |
| 11 marzo 2015 Chizhovka-Arena, Minsk Durata: 2h:05 - Spettatori: 1 100            | Budaŭnik Minsk           | 3 - 1 | Maliye Milli Piyango | 24-26, 26-24, 25-22, 25-16 Golden set: 15-11 |

#### Squadre qualificate
- Benfica
- Budaŭnik Minsk
- Vojvodina
- Porto Robur Costa

### Semifinali

#### Andata
| 25 marzo 2015 Sports Hall Benfica, Lisbona Durata: 1h:25 - Spettatori: 1 350 | Benfica        | 3 - 0 | Porto Robur Costa | 25-20, 26-24, 25-19        |
| 25 marzo 2015 Chizhovka-Arena, Minsk Durata: 1h:49 - Spettatori: 1 200       | Budaŭnik Minsk | 1 - 3 | Vojvodina         | 22-25, 25-22, 20-25, 18-25 |

#### Ritorno
| 29 marzo 2015 PalaGalassi, Forlì Durata: 2h:22 - Spettatori: 1 500              | Porto Robur Costa | 2 - 3 | Benfica        | 25-23, 27-25, 20-25, 18-25, 10-15 |
| 29 marzo 2015 Centro Sportivo SPENS, Novi Sad Durata: 2h:07 - Spettatori: 1 100 | Vojvodina         | 3 - 2 | Budaŭnik Minsk | 23-25, 24-26, 25-22, 25-15, 15-10 |

#### Squadre qualificate
- Benfica
- Vojvodina

### Finale

#### Andata
| 8 aprile 2015 Centro Sportivo SPENS, Novi Sad Durata: 1h:58 - Spettatori: 4 800 | Vojvodina | 3 - 1 | Benfica | 25-19, 25-23, 22-25, 25-22 |

#### Ritorno
| 12 aprile 2015 Sports Hall Benfica, Lisbona Durata: 2h:03 - Spettatori: 1 500 | Benfica | 3 - 2 | Vojvodina | 24-26, 21-25, 25-16, 25-23, 15-10 |

#### Squadra campione
- Vojvodina